# Jeruzalem (wijk)
Jeruzalem of Jerusalem is in de volksmond een buurt van witte, betonnen  naoorlogse laagbouw- en hoogbouwwoningen. In Nederlandse steden als Nijmegen, Tilburg, Amsterdam, Amersfoort, Emmen, Den Helder en Helmond werden zulke woningen gebouwd. 
De huurwoningen werden gebouwd in de jaren 1950 met geld van Marshallhulp. Volgens een speciale methode (prefab-systeem, zogenaamde Airey-woningen) konden de huizen snel gebouwd worden. 

## Wijken
- Jeruzalem (Amsterdam)
- Jerusalem (Nijmegen)
- Jeruzalem (Tilburgse wijk)